# Dom Bosco (Minas Gerais)
Dom Bosco é um município brasileiro no interior do estado de Minas Gerais, Região Sudeste do país. Sua população recenseada em 2022 era de 3 697 habitantes. 

## História
Foi remanescente de Bonfinópolis de Minas. Surgiu de um retiro de gado, às margens do Córrego Gado Bravo que formava uma confluência com outro ribeirão em forma de Furquilha. Com a criação da Comissão do Vale do São Francisco (CVSF) em 1948 e sua instalação em 1952 com o objetivo de estabelecer um núcleo de colonização que recebeu o nome de Colônia Agropecuária do Paracatu (CAP), pertencente à SUVALE - Superintendência do Vale do São Francisco, hoje CODEVASF - Comissão do Vale do São Francisco. Com a chegada das famílias dos colonos que aqui vieram para trabalhar em seus lotes (atuais fazendas), e da religiosidade nascida da recitação do terço de um cruzeiro e a construção de uma pequena capela, onde, em 03 de maio de 1962, Frei Adolfo Brito Pessoa, pároco de João Pinheiro,posteriormente vereador e professor no Escola Estadual Quintino Vargas, acompanhado do Senhor Sinval Faria de Sá grande líder religioso desde o Retiro da Extrema, posteriormente Brasilândia de Minas,sendo que a primeira imagem de Nossa Senhora Aparecida que adentrou festivamente à capela, com corte  de laços de fitas  foi doada pelo SR. Sinval e Frei Adolfo celebrou a primeira missa exatamente em 03/05/62 (Dia de Santa Cruz.) Fatos relatados pelo próprio Frei Adolfo e antigos moradores em depoimentos. A partir da construção da capela, deu-se início ao pequeno povoado denominado Furquilha do Espinho. Esse nome, conforme contam os antigos moradores, deve-se ao encontro de dois córregos que formavam uma forquilha e à grande quantidade de vegetação espinhosa aqui existente na época.
A antiga Furquilha do Espinho,  denominada de Vila Dom Bosco ex-povoado, foi elevada a Distrito em 8 de outubro de 1982. A instalação oficial do Distrito se deu em 16 de dezembro de 1984.  A adoção do nome Dom Bosco e sua emancipação foi em 1995 (Lei 12.030, de 21 de dezembro de 1995). Distrito criado com a denominação de Vila de Dom Bosco ex-povoado, pela Lei Provincial nº 8285, de 08-10-1982, subordinado ao município de Bonfinópolis de Minas ex-Fróis. Em divisão territorial datada de 1-VII-1983, o distrito de Vila Dom Bosco, figura no município de Bonfinópolis de Minas. Assim permanecendo em divisão territorial datada de 1988. Elevado à categoria de município com a denominação de Dom Bosco, pela Lei Estadual nº 12030, de 21-12-1995, desmembrado de Bonfinópolis de Minas. 
Sede no antigo distrito de Dom Bosco. Constituído do distrito sede. Instalado em 01-01-1997. Em divisão territorial datada de 2003, o município é constituído do distrito sede. Assim permanecendo em divisão territorial datada de 2007. Alteração toponímica distrital Vila Dom Bosco para Dom Bosco, alterado pela Lei Estadual nº 12030, de 21-12-1995.
```
(Fonte: Dom Bosco e um pouco de sua Historia/Projeto Memória Viva com depoimentos de antigos moradores, Publicações do MG)
```

## Geografia
De acordo com a divisão do Instituto Brasileiro de Geografia e Estatística vigente desde 2017, o município pertence às Regiões Geográficas Intermediária de Patos de Minas e Imediata de Unaí. Até então, com a vigência das divisões em microrregiões e mesorregiões, o município fazia parte da microrregião de Unaí, que por sua vez estava incluída na mesorregião do Noroeste de Minas.

### Clima
A temperatura média anual é de 24º e clima tropical quente, com seca de cinco meses, atenuada no inverno.